# Epitrocoide

Animação de uma epitrocóide de valores a = 3, b = 1 y h = 1/2

Animação de uma epitrocóide

A epitrocóide é uma rolete descrita por um ponto associado a um círculo de raio r que rola externamente ao redor de outro círculo fixo de raio R. Suas equações paramétricas são:
{\displaystyle x=(R+r)\cos \theta -d\cos \left({R+r \over r}\theta \right),\,}
{\displaystyle y=(R+r)\sin \theta -d\sin \left({R+r \over r}\theta \right).\,}
onde R é o raio do círculo fixo, r é o raio do círculo que gira e d é a distância do ponto ao centro do círculo giratório.
As epitrocóides são uma classe geral de curvas, entre as quais encontramos a epicicloide (quando d = r, ou seja, quando a curva é determinada por um ponto da circunferência do círculo giratório) e a limaçon (quando R = r, ou seja, quando os dois círculos possuem o mesmo raio).
São epitrocóides, por exemplo, as órbitas dos planetas segundo a teoria geocêntrica de Ptolomeu, e o estator do motor Wankel.